# Diane (песня Hüsker Dü)
«Diane» — песня, записанная американской рок-группой Hüsker Dü для их мини-альбома Metal Circus в 1983 году. Текст песни, написанный барабанщиком группы Грантом Хартом, ссылается на убийство Джозефом Туром официантки Дайен Эдвардс, произошедшее на западе Сент-Пола в 1980 году.
Североирландской метал-группой Therapy? была записана кавер-версия песни «Diane», выпущенная в виде сингла к её альбому Infernal Love 6 ноября 1995 года. Сингл занял 26-е место в британском хит-параде UK Singles Chart, 20-е место в ирландском хит-параде Irish Singles Chart, а также попал в Топ-10 чартов множества стран Европы и получил награду за лучший сингл от бельгийского издания Humo Magazine.

## Списки композиций
7" пластинка и CD
| №  | Название                          | Длительность |
| -- | --------------------------------- | ------------ |
| 1. | «Diane»                           | 4:04         |
| 2. | «Misery» (Acoustic Version)       |              |
| 3. | «Die Laughing» (Acoustic Version) |              |
| 4. | «Screamager» (Acoustic Version)   |              |

Треки 3 и 4 записаны для «Collin's and Maconie's Hit Parade», BBC Radio One.
CD-диджипак и аудиокассета
| №  | Название                              | Длительность |
| -- | ------------------------------------- | ------------ |
| 1. | «Diane»                               | 4:04         |
| 2. | «Jude the Obscene» (Acoustic Version) |              |
| 3. | «Loose» (Acoustic Version)            |              |
| 4. | «30 Seconds» (Acoustic Version)       |              |

Треки 2—4 записаны в Цюрихе (Швейцария) в сентябре 1995 года.
CD-диджипак, немецкое издание
| №  | Название                              | Длительность |
| -- | ------------------------------------- | ------------ |
| 1. | «Diane»                               | 4:04         |
| 2. | «Misery» (Acoustic Version)           |              |
| 3. | «Die Laughing» (Acoustic Version)     |              |
| 4. | «Screamager» (Acoustic Version)       |              |
| 5. | «Jude the Obscene» (Acoustic Version) |              |
| 6. | «Loose» (Acoustic Version)            |              |
| 7. | «30 Seconds» (Acoustic Version)       |              |

## Кавер-версия группы «Элизиум»
Российская рок-группа «Элизиум» записала свою кавер-версию песни «Diane» на русском языке, выпустив её для свободного скачивания в Интернете 13 мая 2008 года.
Кавер был записан группой как продолжение темы социальных проблем в творчестве «Элизиума», начатой с макси-синглом «Дети-мишени/Дети-убийцы». Занимающийся переводом песни на русский язык Майкл Макарычев оставил в тексте тот же сюжет об изнасиловании и убийстве девушки, рассказанный от лица маньяка. Музыканты группы «Элизиум» представили «Diane» как «лирическую взрывную балладу», которая с протяжным фоновым исполнением на виолончели в сочетании с акустической гитарой и срывающимся вокалом призвана передать тревогу, боль и страх от осознания числа преступлений в обществе, совершаемых на сексуальной почве в отношении женщин и детей.
Мы хотим предупредить, что опасность встретиться с маньяком всегда рядом, внешне ничем не примечательный человек в действительности может оказаться насильником и убийцей. Это может случиться с каждым, жертвой можешь стать ты или твои близкие.группа «Элизиум»
В обзорах крупнейшего российского музыкального портала NEWSmuz.com Юлия Шершакова отмечала, что «Diane» стала своеобразным символом обновлённого «Элизиума» и всегда проигрывалась в качестве вступления на концертах. Исполнение песни, по мнениею Шершаковой, звучит мастерски, с проникновенным вокалом и правильным настроением, но русский текст «Diane» слаб настолько, что не вызывает жалости к убитой по сюжету девушке.

### Участники записи
Исполнители
- Дмитрий «Дракол» Кузнецов — бас-гитара;
- Александр «Пропеллер» Телехов — вокал;
- Алексей «Младшой» Кузнецов — барабаны;
- Кирилл «Кира» Крылов — гитара;
- Егор Баранов — виолончель.

Производство
- Майкл Макарычев — текст песни;
- Сергей Мишанькин — запись.